# Polydeuces (maan)
Polydeuces is een van de kleine manen van Saturnus. De maan is, op foto’s genomen op 21 oktober 2004 door de ruimtesonde Cassini-Huygens, ontdekt door het Cassini Imaging Science Team  onder leiding van Carolyn Porco. De maan deelt de baan van Dione en bevindt zich in de buurt van het achtervolgende lagrangepunt (L5)

## De naam
De maan is vernoemd naar de Polydeukes (Latijn: Pollux), een zoon van de oppergod Zeus en Leda uit de Griekse mythologie.
Andere namen voor deze maan zijn S/2004 S5 en Saturnus XXXIV.